# トリッキング
トリッキング（英: tricking）とは、 マーシャルアーツを下地に、宙返りやテコンドー、カポエイラなど様々な分野の技術を組み合わせたエクストリームスポーツ・パフォーマンス。
競技としては、複数人で交互に技（トリッキングでは「トリック」と呼ぶ）を組み合わせた演舞をして独創性や美しさ、難易度を競う。 代表的な技の例として、 540キックやコークスクリューなどがある。

## 歴史
1960年代以降、マーシャルアーツでは派手で複雑なテクニックを実施する傾向が見られるようになり、特にテコンドーでは、1960年代半ばの間に国際競技会の導入により、スピン、ジャンプ、またはフライングキックがますます重視されるようになった。 
1990年代、北米ではマーシャルアーツ(ここで言うマーシャルアーツとは、空手やテコンドーなど、東洋の武術全般を指す)が大流行した。
マーシャルアーツとアクロバットを組み合わせた競技は北米のさまざまな武道大会で一部門として行われていたが、「空手や体操それぞれの分野で独自に修練を積まなければならず敷居が高い」という状況にあった。[1]
このような現状の中、Jason Chanはマーシャルアーツやトリックを体系化したエクストリームマーシャルアーツ（XMA）を作り上げた。
バク転や宙返りのような従来のアクロバットとは印象の異なる離れ業であることから創作ダンスやアクション映画で採用され注目されるようになっていった。
体を斜めに動かす技が多いことから、他のジャンルのパフォーマンスに違和感なく織り交ぜられる特徴がある[2]。このことからトリックを採り入れたパフォーマンスが増え、マーシャルアーツではないトリック単体の需要の高まったこともあり、トリッキングがXMAから分離して独自のスポーツとして認識されるようになった。
トリッキングは主にインターネットで拡散され、2000年代初頭に出現した。 2003年頃に、オンラインのトリッキングコミュニティは発展し、世界中にトリッカーが広まった。 YouTubeの登場により、トリッカーは自分のビデオを他の人と共有することができるようになり人気と関心が高まった。 2008年の初めから、著名トリッキングチームLoopkicksの動画がSNS等で拡散され人気を得ている。

## ルール
トリッキングの技は大まかにキック、フリップ、ツイストの3種類に分類され、それらをつなぎ一つのコンボを構成し、その出来栄えを競う。
もっとも、トリッキングには正式な規則や規制はなく、スポーツを規制する統一機関は特にない。そのため参加者は様々な動作を採り入れ、それを「トリック」と呼ぶことができる。そのため、武術や宙返りの動き以外にも、ブレイクダンスのパワームーブや、コントーションなど様々な技を用いる選手がいる。
大会においては、トリッキングの有名選手がジャッジとなり、複数の選手のうち誰が長じているかを選ぶ形を採る。技単体の技術だけでなく、着地の方法や技の組み合わせ、繋ぎ方によっても評価が変わる。
トリッカーは得意とする技術や嗜好するコンボによって分類されることがある。主に武道から派生したトリックを好む人もいれば、体操の宙返りやひねりを好む人もいる。

## 日本のトリッキング界の歴史
トリッキングの普及はインターネットを通して起きたものであり、発生は不明だが2000〜2007年初頭に入ってきたとされ、2008年後半には東京の「つばさ基地」というジムで教室が開講している。[2]
当初はトリッキングという名称が普及しておらず、「3Dアクロバット」「マーシャルアーツトリッキング」など様々な呼称があった。日本での第一人者として前身であるXMAを体系化・普及させた杉口秀樹・神戸豊、XMAとトリッキングが分化した後に世界大会で初の日本人優勝者となったDaisukeが挙げられる。
また、ZEN（島田善）はパルクールとトリッキングを並行して行っており、メディア露出の面で大きく貢献している。
日本でも大会は毎年行われており、2011年に大阪で初めてのトリッキング全国大会「All Japan Tricking Battle（AJTB）」が行われた。
アクション映画やゲーム、CMなどによるメディア露出の増加も相まって急速に盛り上がりを見せ、2016年にトリッキング協会が設立されると共に神戸にて最大規模の全国大会「トリッキングバトルオブジャパン」が行われDaisukeが優勝する。この優勝をきっかけにテレビや広告媒体に起用されトリッキング普及のきっかけになる。その後オランダの世界大会「Hooked」に招待選手としてDaisukeが招待され初出場し、アジア人初優勝を収める。
2018年、Hooked出場のShoseiが世界一に輝く。